# Гидрогенизация угля
Гидрогенизация угля — метод прямого ожижения угля. При гидрогенизации происходит растворение органической массы угля и насыщение её водородом в степени, зависящей от назначения целевых продуктов. Технология разработана в начале XX в. в Германии, к 1927 году доведена до стадии промышленного производства. К началу 1940-х годов в Германии методом гидрогенизации угля вырабатывалось до 4,2 млн тонн в год жидкого топлива, прежде всего авиационного бензина. Работы в этом направлении велись также в Великобритании, США, СССР. Годовое производство синтетического топлива в Германии в 1944 году достигло более 124 тыс. баррелей в день ~ 6,5 миллионов тонн.
Существуют несколько способов гидрогенизации — процесс Бергиуса (процесс Бергиуса-Пьера), процесс Фишера — Тропша.
Для гидрогенизации применяют неокисленные бурые и малометаморфизованные каменные угли. Содержание минеральной части в них не должно превышать 5-6 %, отношение С : Н- 16, выход летучих веществ должен быть более 35 %, содержание петрографических компонентов группы витринита и липтинита — более 80 %. Высокозольные угли необходимо предварительно подвергать обогащению.